# Corey Peters (ski alpin)
Pour les articles homonymes, voir Corey Peters et Peters.
Corey Peters est un skieur handisport néo-zélandais, né le 12 juillet 1983.

## Palmarès

### Jeux paralympiques
| Épreuve / Édition | Sotchi 2014 | Pyeongchang 2018 | Pékin 2022 |
| ----------------- | ----------- | ---------------- | ---------- |
| Descente          | -           | Bronze           | Or         |
| Super-G           | 6e          | 11e              | Argent     |
| Slalom géant      | Argent      |                  |            |
| Slalom            | DNF         |                  |            |
| Super combiné     | 4e          |                  |            |